# Jiaolai-Ebene
Die Jiaolai-Ebene (chinesisch 胶莱平原, Pinyin jiāolái píngyuán) ist eine nordchinesische Ebene. Sie befindet sich zwischen dem Hügelland des mittleren südlichen Shandong-Hügellands und dem Jiaodong-Hügelland. Im Süden und Norden reicht sie bis an die Küste. Sie wird von den Flüssen Jiaolai He 胶莱河, Wei He 潍河, Bailang He 白浪河 und Dagu He 大沽河 durchflossen.